# 金竹乡
金竹乡，是中华人民共和国重庆市石柱土家族自治县下辖的一个乡镇级行政单位。

## 行政区划
金竹乡下辖以下地区：
建设村、和农村和上升村。